# Ricardo García Arrojo
Ricardo García Arrojo és un cineasta espanyol, candidat dues vegades al Goya a la millor direcció de producció.
S'inicià en el món del cinema al començament de la dècada del 1980 com a productor, cap i ajudant de producció, encarregat de attrezzo i actor. Participà en la producció de la colmena de Mario Camus (1982) i fou director de producció d' El hermano bastardo de Dios (1986), La casa de Bernarda Alba (1987) i a la minisèrie La forja de un rebelde (1990). De 1992 a 1994 fou director de producció de SOGETEL i fou director de producció a Vacas (1992) i La ardilla roja (1993) de Julio Medem. El 1993 fou candidat al Goya a la millor direcció de producció per Todos a la cárcel de Luis García Berlanga.
Després de ser director de producció a Cachito d'Enrique Urbizu (1996) i de La Moños de Mireia Ros, ha estat productor executiu d'Aurum Producciones SL (1997-2000) i d'Atresmedia Cine SLU (2006-2014). Ha produït les pel·lícules Mortadelo y Filemón. Misión: Salvar la Tierra (2008), Planet 51 (2009), Que se mueran los feos (2010), Els ulls de la Júlia (200), La gran familia española (2013), La isla mínima (2014) i Perdiendo el norte (2015). El 2006 tornà a ser candidat al Goya a la millor direcció de producció per Los Borgia.